# Алексеев, Пётр Дмитриевич
Пётр Дми́триевич Алексе́ев (12 августа 1926, Бискужа, Оренбургская губерния — 22 апреля 2010, Кувандык, Оренбургская область) — старший дорожный мастер Кувандыкской дистанции пути Южно-Уральской железной дороги, Герой Социалистического Труда (1966).

## Биография
Родился 12 августа 1926 года в селе Бискужа (ныне — Кувандыкского района Оренбургской области) в семье крестьянина. По национальности мордвин.
С 12 лет работал в колхозе. Окончив во время Великой Отечественной войны (в 1942 году) школу фабрично-заводского обучения, работал путевым рабочим, бригадиром пути, дорожным мастером, старшим дорожным мастером Кувандыкской дистанции пути Южно-Уральской железной дороги. Параллельно работе окончил вечернюю школу и Алма-Атинский железнодорожный техникум.
Указом Президиума Верховного Совета СССР от 4 августа 1966 года «за выдающиеся успехи, достигнутые в выполнении заданий семилетнего плана перевозок, развитии и технической реконструкции железнодорожного транспорта» удостоен звания Героя Социалистического Труда с вручением ордена Ленина и золотой медали «Серп и Молот».
С 1978 года работал старшим инженером по охране труда и технике безопасности Кувандыкской дистанции пути.
Избирался членом Медногорского горкома КПСС, профсоюзной организации Южно-Уральской железной дороги.
Жил в городе Кувандык, где и умер 22 апреля 2010 года.
Награждён орденом Ленина (04.08.1966), медалью «За трудовое отличие» (31.07.1954), медалью «За доблестный труд в Великой Отечественной войне 1941—1945 гг.», знаком «Победитель социалистического соревнования».

## Память
- Гранитная звезда с портретом П. Д. Алексеева установлена 1 октября 2018 года на Аллее героев в центре города Медногорска Оренбургской области[4].
- Мемориальная доска в городе Кувандыке на здании управления Кувандыкской дистанции пути[1].